# 德蘭科鎮區 (新澤西州)
德蘭科鎮區（英語：Delanco Township）是位於美國新澤西州伯靈頓縣的一個鎮區。

## 地方資料
德蘭科鎮區的面積為8.62平方千米，當中陸地面積為6.11平方千米，而水域面積為2.52平方千米。根據2020年美國人口普查的數據，當地共有人口4824人，而人口密度為每平方千米559.63人。